# Batalla de Lyndanisse
La batalla de Lyndanisse tuvo lugar el 15 de junio de 1219. Bajo el pretexto de ayudar a la Cruzada en Palestina, el rey danés Valdemar II derrotó a los estonios en Lyndanisse (en estonio: Lindanise), siguiendo órdenes del Papa.
Con un número indeterminado de chalupas, el rey, junto con el obispo Anders Sunesen, el obispo Teodorico de Estonia, el conde Alberto de Nordalbingien y Vitslav I de Rügen desembarcó en Lyndanisse (actual Tallin) y se hizo con el castillo (Castrum Danorum).
El 15 de junio, los estonios atacaron a los daneses cerca del castillo, sorprendiendo a los cruzados, que huyeron en todas direcciones. Solo la intervención de Vitslav logró que se reagrupasen y rechazasen a los paganos, salvando de ese modo la situación.
La leyenda sostiene que en medio de la batalla, en una hora de necesidad para los daneses, el Dannebrog (la bandera de Dinamarca) cayó del cielo y les dio una renovada esperanza con la que derrotaron a sus enemigos. El Dannebrog es la bandera de Estado más antigua en uso.